# Domingo Díaz (marino)
Domingo Díaz (isla de Margarita, 13 de junio de 1784- La Guaira, 31 de marzo de 1827), fue un marino venezolano que luchó en la Guerra de independencia de Venezuela.

## Biografía
Hermano de los capitanes Antonio Díaz y el Fernando Díaz. Perteneció a las fuerzas sutiles de Margarita, y participó en el bloqueo de Cumaná de 1821. el 8 de mayo de 1823 participó con el Almirante José Prudencio Padilla en el forzamiento de la Barra de Maracaibo. El 24 de julio de 1824, participa en la Batalla naval del Lago de Maracaibo donde es herido, y a consecuencia de esa herida muere tres años después en La Guaira, el 31 de marzo de 1827. Alcanzó el grado de Alférez de Fragata.